# Glavobolja
Glavobolja ili cefalalgija je simptom velikog broja bolesti koje zahvaćaju glavu, a ponekad vrat. Glavobolje je jedan od najčešćih simptoma, a može obuhvaćati širok raspon bolesti od bezazlenih stanja koja ne zahtijevaju nikakvo liječenje, do za život opasnih stanja.

## Klasifikacija
Kroz povijest postojalo je nekoliko klasifikacija glavobolja, danas se najviše koristi ona kojeg je objavilo engl. International Headache Society, a naziva se engl. The International Classification of Headache Disorders (ICHD). Prva verzija te klasifikacije objavljena je 1988.g. ICHD-1, a trenutna revizija ICHD-2 objavljena je 2004.g.

### ICHD-2
Klasifikacija dijeli glavobolje u 14 grupa, od čega su prve četiri grupe primarne glavobolje, grupe od 5-12 sekundarne, dok su neuralgije kranijalnih živaca, centralna i primarna bol lica i ostale glavobolje u zadnje dvije grupe:
- Primarne glavobolje:
  - 1. Migrena
  - 2. Tenzijska glavobolja
  - 3. Glavobolja u nakupinama (Cluster glavobolja)
  - 4.  Ostale primarne glavobolje:
    - Hemicrania continua
    - Koitalna cefalalgija
    - engl. New daily persistent headache (NDPH)

- Sekundarne glavobolje:
  - 5. Glavobolje povezane s ozljedom glave i/ili vrata
  - 6. Glavobolje povezane s poremećajim krvnih žila glave ili vrata:
    - Intracerebralno krvarenje
    - Subarahnoidalno krvarenje
    - Arteritis orijaških stanica

  - 7. Glavobolja u vezi s nevaskularnim intrakranijskim poremećajima:
    - Idiopatska intrakranijalna hipertenzija
    - glavobolja nakon punkcije dure
    - iktalna glavobolja

  - 8. Glavobolja uzrokovana tvarima ili prekidom njihova uzimanja:
    - Lijekovi
    - Mamurluk

  - 9. Glavobolja uzrokovana općim infekcijama:
    - Meningitis

  - 10. Glavobolje povezane s poremećajim homeostaze
  - 11. Glavobolja ili bol lica uzrokovana poremećajima kranija, vrata, uha, nosa, sinusa ili ostalih struktura lica i kranija
  - 12. Glavobolja povezana sa psihijatrijskim poremećajima

- Neuralgije i ostale glavobolje:
  - 13. Kranijalne neuraligije, centralna i primarna bol lica i ostale glavobolje
  - 14. Ostale glavobolje, kranijalne neuralgije, centralna ili primarna bol lica

|  | Molimo pročitajte upozorenje o korištenju medicinskih informacija. Ne provodite liječenje bez savjetovanja s liječnikom! |